# Piper alpinum
Piper alpinum är en pepparväxtart som beskrevs av C. Dc.. Piper alpinum ingår i släktet Piper och familjen pepparväxter. Inga underarter finns listade i Catalogue of Life.